# الیزابت هاوپتمان
الیزابت هاوپتمان (آلمانی: Elisabeth Hauptmann؛ ۲۰ ژوئن ۱۸۹۷ – ۳۰ آوریل ۱۹۷۳) یک نویسنده اهل آلمان بود که با کارگردان و نمایش‌نامه‌نویس آلمانی، برتولت برشت همکاری می‌کرد. او برشت را در ۱۹۲۲ ملاقات کرد؛ همان سالی که به برلین آمده بود. او منشی شاعر و نویسنده آلمانی-آمریکایی، هرمان گئورگ شافر بود. او همکاری‌اش با برشت را از ۱۹۲۴ و به عنوان نویسنده همکار اپرای سه‌پولی آغاز کرد. نمایشی که براساس ترجمه او از اپرای گدایان اثر جان گی نوشته شد.